# Тяговий агрегат
Тя́говий агрегат — транспортний тяговий засіб, що поєднує функції локомотива і вагонів. Складається з електровоза керування та одного чи двох моторних думпкарів, обладнаних тяговими електродвигунами. Один з думпкарів може бути замінений спеціальною моторною дизельною секцією, яка використовується для живлення електродвигунів при пересуванні агрегату тимчасовою колією кар'єру.
Тягові агрегати працюють як на постійному, так і на змінному струмі. Основні технічні характеристики вітчизняних тягових агрегатів: напруга на струмоприймачі — до 10 кВ, потужність (кВт) — 4370—5460, сила тяги (кН) — 549—688, швидкість (км/год) — 25,7—30, потужність джерела автономного живлення (кВт) 551—1471.
Використання вантажних вагонів як тягових одиниць дозволяє удвічі-втричі збільшити зчіпну масу і збільшити кількість завантажених вагонів у поїзді, тому тягові агрегати широко поширені в кар'єрах і вугільних розрізах.

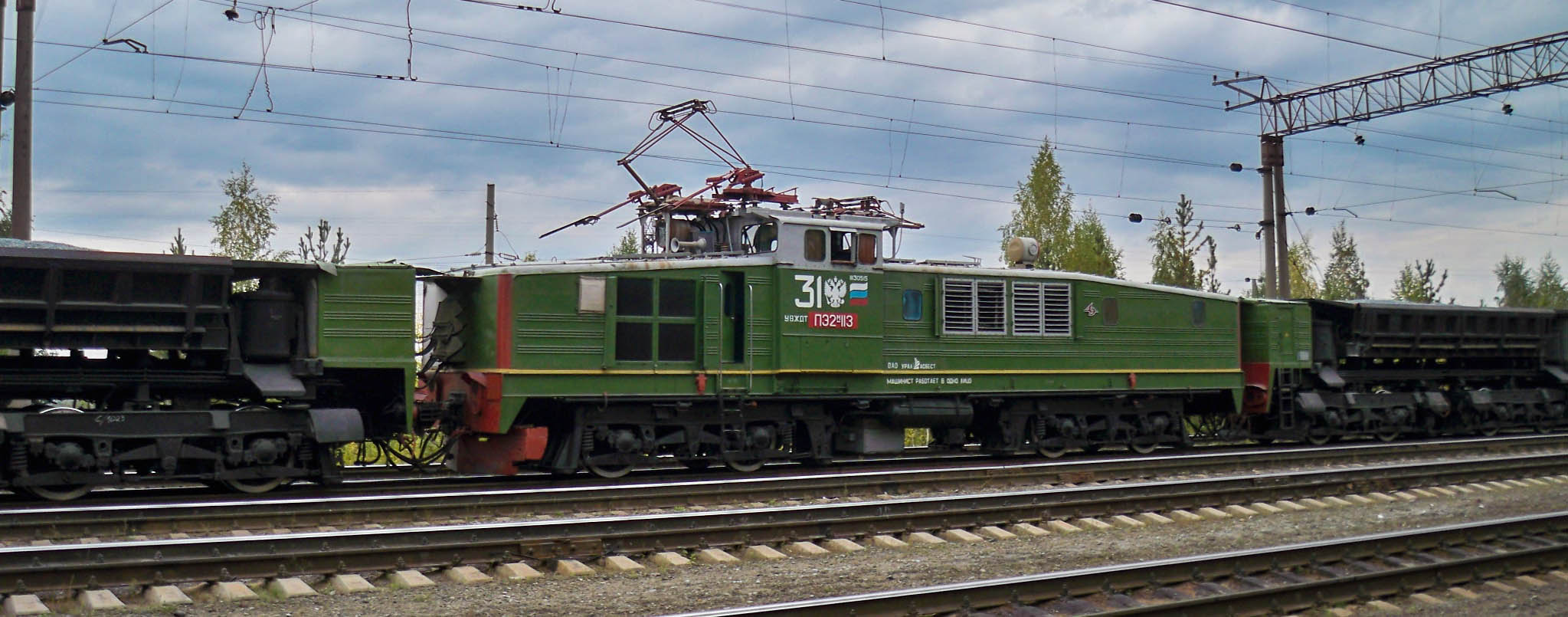
Тяговий агрегат ПЕ2^{м}−113

## Історія
На початку 1950-х радянська гірничодобувна промисловість потребувала потужніших електровозів. На той час у кар'єрах працювали електровози зі зчіпною масою 70—90 тонн, переважно довоєнної побудови. 1951 з НДР розпочались поставки шестивісних електровозів зчіпною масою 150 тонн, але вони мали високу вартість.
1957 на Корнінському вугільному кар'єрі на базі звичайного чотиривісного думпкара був створений моторний думпкар, який зчепили електровозом IV-КП1. Зчіпна маса зросла вдвічі (маса електровоза — 80 тонн, маса завантаженого думпкара — 96 тонн) це дало можливість електровозу працювати на крутіших схилах. Отриманий механізм став першим у СРСР тяговим агрегатом.